# Bernd Lüthje
Bernd Lüthje (* 26. September 1939 in Hamburg) ist ein deutscher Volkswirt und Manager.

## Wirken
Seit 1959 Studium der Volkswirtschaftslehre an der Universität Hamburg, u. a. bei Karl Schiller, Harald Jürgensen und Werner Ehrlicher (Wirtschaftswissenschaftler).
1969 Promotion über „Die Funktionsfähigkeit der deutschen Aktienbörse“, hierin beschäftigte sich Lüthje mit der in der Philosophie begründeten Methode, Funktionsfähigkeiten zu bestimmen, und wandte sie auf die Wirtschaftswissenschaften an, indem er sie für Problemlösungen am Beispiel der Börse nutzte.
- 1964 bis 1966 Handelskammer Hamburg
- 1967 bis 1970 Deutscher Industrie- und Handelskammertag, Bonn
- 1970 bis 1971 Bundesverband des privaten Bankgewerbes, heute Bundesverband deutscher Banken, Köln
- 1972 bis 1973 Commerzbank, Frankfurt
- 1974 bis 1989 WestLB-Girozentrale, Düsseldorf/Münster, dort seit 1982 Generalbevollmächtigter, Leiter des Ressorts Firmen
- 1990 bis 2002 Hauptgeschäftsführer des Bundesverband Öffentlicher Banken Deutschlands (VÖB), Bonn, ab 1999 Berlin
- 1992 Gründungsvorstandsvorsitzender der Landesbank Sachsen
- 2000 Initiator der European Association of Public Banks, Brüssel
- 2002 Vorstandsmitglied der WestLB
- 2002 bis 2005 Gründungsvorstandsvorsitzender der Landesbank NRW, seit 2004 NRW.BANK[2][3]
- 2002 bis 2004 Mitglied des Aufsichtsrates und Aufsichtsratsvorsitzender der WestLB AG[4]
- 2002 bis 2008 Aufsichtsratsmitglied, seit 2005 Aufsichtsratsvorsitzender im Ehrenamt der Landesentwicklungsgesellschaft NRW, mit der Aufgabe ihrer Sanierung und Privatisierung
- Seit 2007 Mitglied des Beirates des Instituts für den öffentlichen Sektor, Berlin[5]
- Seit 2009 beschäftigt mit dem Projekt einer Investitions- und Förderbank für Hamburg, ebenfalls ehrenamtlich[6]
- 2010 Mitglied des Finanzplatz Hamburg e.V.[7]
- April 2011 bis 7. Juli 2011 Vorsitzender des Aufsichtsrates der IKOR Management- und Systemberatung GmbH, Oberhausen/Hamburg
- Seit 8. Juli 2011 ehrenamtlich tätiges Mitglied der Gruppe, die unter Federführung der Finanzbehörde der Freien und Hansestadt Hamburg die Errichtung der „Hamburgischen Investitions- und Förderbank“ vorbereitet.

## Basel II – Gegnerschaft
In seiner Tätigkeit als Geschäftsführer des VÖB lehnte er die Entwürfe zu Basel II ab mit folgender Begründung ab: Die Mathematisierung des Bankgeschäftes verdränge die realwirtschaftlichen Grundlagen und führe zu falschen Entscheidungen, allein um von der Bankenaufsicht Erleichterungen bei der Kapitalbelegung zu erhalten. Eine weitere Folge sei, dass Kunden mit Ratings von A und schlechter in der Kreditvergabe unverhältnismäßig belastet oder gar von ihr ausgeschlossen würden. Ausufernde Marktregulierung führe zu Umgehungen der Basel II-Vorschriften oder zu Betrug, auch dazu, dass Finanzierungsgesellschaften gegründet würden, die nicht der Bankenaufsicht unterstehen.
Lüthje tritt für eine umfassende Reform des Kreditwesengesetzes ein, da es in seiner jetzigen Form unanwendbar geworden sei  und eine effiziente Bankenaufsicht eher behindere als fördere.
„Gesetze müssen befolgt und eingehalten werden können – und zwar so, dass nicht erst der Text zusammen mit vielen Sachverständigen interpretiert und die Auslegung dann mit der Aufsicht abgestimmt werden muss. Das KWG in seiner jetzigen aufgeblähten Form ist nicht mehr anwendbar, also nicht mehr kontrollierbar. Jede Erweiterung des Regelwerkes für die Banken vergrößert die Umgehungsmöglichkeiten, einschließlich leicht zu verschleiernden Betruges, aus denen die Regulierungsarbitrage, wie es vernebelnd heißt, erzielt werden kann. Die Finanzierung von Subprimes (Hypothekenschuldner mit geringer Bonität) über Zweckgesellschaften ist eines von vielen Beispielen, wie man Regulierungen nutzen kann und sich dabei legal verhält.“
Lüthje sieht gerade bei den Strukturen der staatlichen Solvenzaufsicht und der globalen Bankenregulierung einen großen Teil der Schuld an der letzten Wirtschaftskrise:
„Die Verantwortungs- und damit die Schuldfrage sind hier nicht zu beantworten, da kein Verantwortlicher zu greifen ist. Das legalistisch erscheinende Bankaufsichtssystem besteht aus vielen Ämtern mit unkontrollierten Beziehungen untereinander, Ministerien mit Weisungsrechten, interessengebundenen Kontrollräten sowie europa- und weltweit operierenden Kommissionen. Die Parlamente mit ihrer Kontrolle sind weitgehend ausgeblendet.“

## Verständigung II
Lüthje ist mitverantwortlich für die Verständigung II zwischen Bundesregierung und EU-Kommission im Jahr 2002, welche die heutige Struktur der Investitions- und Förderbanken in Deutschland erlaubt und ausgelöst hat. Mit der Verständigung II wurde diesem Bankentyp die Anstaltslast, die Gewährträgerhaftung und die staatlichen Refinanzierungsgarantien EU-beihilferechtlich zugewiesen.

## Bankenrichtlinien
Lüthje lehnte am 16. Juni 2010 den „Entwurf eines Gesetzes zur Umsetzung der geänderten Bankenrichtlinie und der geänderten Kapitaladäquanzrichtlinie“ ab. Der Gesetzentwurf werde die Aufsichtsbehörden nicht in die Lage versetzen, künftig Fehlentwicklungen zu verhindern und die Widerstandsfähigkeit des Finanzsystems gegenüber Marktverwerfungen zu erhöhen, wie von der Bundesregierung behauptet.

## Restrukturierungsgesetz
Lüthje unterzog am 6. Oktober 2010 den Entwurf der Bundesregierung zum „Restrukturierungsgesetz“ einer Praxisprüfung und hielt es für praktikabel. Seinem Vorschlag, das Sanierungsverfahren entsprechend dem Verhalten in der Wirklichkeit anzupassen, wurde entsprochen.
Lüthje lebt seit 2008 in Hamburg. Er ist verheiratet und hat drei Kinder.

## Schriften (Auswahl)
- Die Funktionsfähigkeit der deutschen Aktienbörse. Göttingen 1970.
- Das Private und das Öffentliche – der Gegensatz gehört im Bankwesen zusammen. In: Banken und öffentlicher Auftrag. Bonn 1995, S. 9–42.
- Gründungsdenken als bankstrategischer Ausgangspunkt. In: Bankstrategie 2000. Bonn 1993.
- Schöpferische Zerstörung und Neue Ökonomie. In: Bankgeschäft, öffentliche Hand und Finanzmarktpolitik. Schrift für Friedel Neuber. Berlin 2001, S. 7–35.
- Nachdenken über den Tarifvertrag und die Bankenwelt. In: 15 Jahre Tarifgemeinschaft für die öffentlichen Banken. Berlin 2001, S. 23–55.
- Y. Bellavite-Hövermann, G. Lindner, B. Lüthje (Hrsg.): Leitfaden für den Aufsichtsrat. Stuttgart 2005.
- Heutige Lenkungswirtschaft contra freie Finanzplätze. Eine Skizze. In: Jahrbuch 2011/12 des Finanzplatz Hamburg e.V. Hamburg 2011, S. 20–21.
- Der entmündigte Zins und die Metropolregion Hamburg. In: Jahrbuch 2012/13 des Finanzplatz Hamburg e.V. Hamburg 2012, S. 28–29.
- Gesetzes-Gewitter über dem Finanzplatz Hamburg. In: Jahrbuch 2013/14 des Finanzplatz Hamburg e.V. Hamburg 2013, S. 22–23.
- Basel Vier: Das Ende des Basel-Regimes. 1. Auflage. Bwv – Berliner Wissenschafts-Verlag, Berlin 2013, ISBN 978-3-8305-3258-3.
- Finanzwächter – Finanzplatz – Friedhofsruhe.  In: Jahrbuch 2014/15 des Finanzplatz Hamburg e.V. Hamburg 2014, S. 26–27.
- Brüssels Ungeheuer. In: Jahrbuch 2019/20 des Finanzplatz Hamburg e.V. Hamburg 2019, S. 10–11
- "Adieu, mein kleiner Gardeoffizier!" Ein Lese-Theater um die Modern Monetary Theory MMT und ihr Geschäftssystem der unbegrenzten Staatsfinanzierung auf Pump, Euro inklusive, Norderstedt 2021, ISBN 9783752638349